# Доляни (Словаччина)
Доляни (словац. Doľany) — село, громада округу Пезінок, Братиславський край, південно-західна Словаччина, Малокарпатський регіон. Кадастрова площа громади — 22,55 км².
Населення 1072 особи (станом на 31 грудня 2017 року).

## Історія
Доляни згадується в 1390 році.

## Населення
| Рік:            | 1994. | 2004.   | 2014.   | 2024.   |
| --------------- | ----- | ------- | ------- | ------- |
| Кількість осіб: | 1019  | 1022    | 1082    | 1070    |
| Різниця:        |       | +0,29 % | +5,87 % | -1,10 % |

| Рік:            | 2023. | 2024.   |
| --------------- | ----- | ------- |
| Кількість осіб: | 1077  | 1070    |
| Різниця:        |       | -0,64 % |